# كيلدين - مركز المعلومات للبحوث الجنسانية (النوع الاجتماعي)
كيلدين - مركز المعلومات للبحوث الجنسانية  هو مركز أبحاث مهتم بالبحوثات المتعلقة بالنوع الاجتماعي والذي أُنشأ في عام 1998 من قبل مجلس الأبحاث النرويجي ومقره في ليساكر في أوسلو.

## التاريخ
كانت نشأة كيلدين المبكرة متجذرة في المكتبات النسائية الأوروبية التي يرجع تاريخها إلى عشرينيات وثلاثينيات القرن الماضي والتي اكتسبت زخماً في حركة تعزيز توثيق تاريخ المرأة في السبعينيات. وعلى عكس ما قد يفترضه الكثيرون، تأخرت بلدان الشمال الأوروبي في إنشاء المكتبات والارشيفات النسائية.  وفي عام 1958 في غوتنبرج تم إنشاء كفيتو هيستوريكت (أرشيف تاريخ المرأة بالغة السويدية) وهو أول مركز مهتم بأرشفة تاريخ المرأة. وعقب ذلك تم إنشاء كفيتو هيستوريكت ساملينج (مجموعة تاريخ المرأة) في عام 1964. وشهدت السبعينيات نضالات حركة النسويات النرويجيات - الناشطات والباحثات على حد سواء - في بناء مركز معلومات وتوثيقها مخصص لتاريخ المرأة. ولم يتم ذلك حتى عام 1994 عندما حصلت النرويج أخيرًا على الخدمة الوطنية لتزويد معلومات وتوثيق بحوث المرأة، بعد أن قرر مجلس البحوث النرويجي تقديم الدعم لمثل هذا العمل. وهكذا في الأول من سبتمبر عام 1998 تم تأسيس كيلدين رسميًا. وكيلدين هو اختصار يمكن ترجمته باللغة العربية كالتالي: «وحدة تزويد المعلومات والتوثيق لبحوث المرأة والنوع في النرويج». أول مديرة لكيلدن كانت نينا كريستيانسن.
في عام 1999 تم إطلاق الموقع الإلكتروني لكيلدين وتم إطلاق النسخة الإنجليزية من الموقع في عام 2007. وتم تغير اسم كليدين في عام 2015 إلى كيلدين كجونسفورسكنينج.